# De Stormvogel (Loppersum)
De Stormvogel is een koren- en pelmolen in het Groningse Loppersum.
De molen werd in 1849 gebouwd en werd in 1971 en 2000 gerestaureerd. De huidige eigenaar is de Molenstichting Fivelingo. De molen werd jarenlang bediend door een telg uit het bekende Groninger molenaarsgeslacht Nienhuis. Momenteel wordt de molen regelmatig op vrijwillige basis in bedrijf gesteld. Samen met de karakteristieke kerktoren bepaalt De Stormvogel het dorpsbeeld van Loppersum. De molen was vroeger voorzien van zelfzwichting, maar de huidige roeden met een lengte van 21,50 meter zijn uitgerust met het Oudhollands hekwerk met zeilen. De molen bezit een koppel maalstenen en een complete pelinrichting met twee pelstenen. Verder is de molen voorzien van een kammenluiwerk.